# Maximum Papa Roach
É um álbum de 2001, que possui uma biografia não autorizada e entrevistas com o Papa Roach.

## Faixas
1. "A Magical Name" - 7:30
2. "Straight Out Of Nowheresville" - 5:12
3. "Building Solid Foundations" - 5:29
4. "An Injection Of New Blood" - 5:08
5. "Taking Off" - 4:03
6. "Wrestling With Demons" - 10:18
7. "Hitting Their Stride" - 5:24
8. "Influences And Inspirations" - 4:37
9. "The Infestation Has Begun" - 7:03
10. "Conclusion" - 4:17